# Eoconfuciusornis
Eoconfuciusornis —  рід раннього  птаха, що належить до родини Confuciusornithidae. Він жив на початку  крейди на території сучасного  Китаю. Був описаний  на основі майже повного скелета (IVPP V11977), виявленого в датованих 131 млн років осадах Dabeigou в провінції Хебей в північному Китаї. Родова назва Eoconfuciusornis походить від грецького префікса ео, що означає «рано», i назви іншого давнього птаха родини Confuciusornithidae — Confuciusornis (птах  Конфуція), видову назву дано на честь відомого китайського орнітолога Чжена Guangmei.

## Опис
Особина, чиї кістяк було знайдено, на момент смерті ще не була дорослою. Наявність дуже довгих центральних пір'їн хвоста, які вважаються за доказ існування  статевого диморфізму у Confuciusornis sanctus, стверджує, однак, що повна зрілість мала наступити незабаром. Eoconfuciusornis був середнього розміру представником Confuciusornithidae — голотип, хоча і не повністю дорослого птаха, був більшим, ніж у деяких інших дорослих Confuciusornithidae таких як IVPP V 10928. Дзьоб був масивний, загострений, беззубий і покритий рамфотекою. Ніздрі були майже круглі і розташовані далеко від кінчика дзьоба. Гомілка прямі, приблизно на 1/5 довше стегна.
Хоча Eoconfuciusornis є найбільш раннім і найбільш  базальним з відомих представників Confuciusornithidae — він також показує багато характеристик, перехідних між базальними птахами і більш просунутою Confuciusornithidae. Перед відкриттям Eoconfuciusornis часовий діапазон існування групи Confuciusornithidae був обмежений 125—120 млн років тому. Знахідка Eoconfuciusornis zhengi у відкладеннях, датованих до 131 млн років, збільшує діапазон існування групи на 11 млн років (131—120 млн років тому). З формації Dabeigou, де було знайдено рештки Eoconfuciusornis, відомі тільки чотири види хребетних — E. zhengi, інший примітивний птах Protopteryx fengningensis, також риби з Actinopterygii Peipiaosteus fengningensis і Yanosteus longidorsalis .
У жовтні 2016 року було виявлено, що птахи цього роду мали забарвлене оперення — в ньому знайшли меланосоми .

## Ресурси Інтернету
- Eoconfuciusornis fossil [Архівовано 1 лютого 2014 у Wayback Machine.]
- Eoconfuciusornis skull [Архівовано 19 травня 2018 у Wayback Machine.]

| Гасторніс | Це незавершена стаття про викопних птахів. Ви можете допомогти проєкту, виправивши або дописавши її. |